# Canton de Gérardmer
Le canton de Gérardmer est une circonscription électorale française située dans le département des Vosges et la région Grand Est.

## Histoire
Le canton de Gérardmer a été créé en 1801.
Un nouveau découpage territorial des Vosges entre en vigueur à l'occasion des premières élections départementales suivant le décret du 27 février 2014. Les conseillers départementaux sont, à compter de ces élections, élus au scrutin majoritaire binominal mixte. Les électeurs de chaque canton élisent au Conseil départemental, nouvelle appellation du Conseil général, deux membres de sexe différent, qui se présentent en binôme de candidats. Les conseillers départementaux sont élus pour 6 ans au scrutin binominal majoritaire à deux tours, l'accès au second tour nécessitant 12,5 % des inscrits au 1er tour. En outre la totalité des conseillers départementaux est renouvelée. Ce nouveau mode de scrutin nécessite un redécoupage des cantons dont le nombre est divisé par deux avec arrondi à l'unité impaire supérieure si ce nombre n'est pas entier impair, assorti de conditions de seuils minimaux. Dans les Vosges, le nombre de cantons passe ainsi de 31 à 17. Le nombre de communes du canton de Gérardmer passe de 3 à 17.
Le nouveau canton de Gérardmer est formé de communes des anciens cantons de Fraize (5 communes), de Corcieux (9 communes) et de Gérardmer (3 communes). Il est entièrement inclus dans l'arrondissement de Saint-Dié-des-Vosges. Le bureau centralisateur est situé à Gérardmer.

## Représentation

### Conseillers d'arrondissement (de 1833 à 1940)
| Période                                  | Période      | Identité                           | Étiquette | Qualité |
| ---------------------------------------- | ------------ | ---------------------------------- | --------- | --- |
| 1833                                     | 1839         | Joseph Viry-Paxion (1772-1845)     |           | Négociant à Gérardmer                                                                                       |
| 1839                                     | 1846 (décès) | Charles Antoine Paxion (1796-1846) |           | Notaire, maire de Gérardmer (1830-1846)                                                                     |
|                                          |              |                                    |           | |
| 1913                                     | 1924         | Paul Lalevée                       | Rad.      | Taillandier à Gérardmer                                                                                     |
| 1924                                     | 1940         | Paul Charton                       | Rad.      | Président du Conseil d'arrondissement, conseiller municipal puis maire de Gérardmer                         |
| 1940                                     |              |                                    |           | Les conseils d'arrondissement ont été suspendus par la loi du 12 octobre 1940 et n'ont jamais été réactivés |
| Les données manquantes sont à compléter. |              |                                    |           | |

### Conseillers généraux de 1833 à 2015
| Période    | Période        | Identité                                    | Étiquette          | Qualité |
| ---------- | -------------- | ------------------------------------------- | ------------------ | --- |
| 1833       | 1848           | Charles Lemarquis                           |                    | Avocat, procureur du Roi à Épinal                                                                                        |
| avril 1848 | septembre 1848 | Auguste Gadel                               |                    | Magistrat |
| 1848       | 1852           | Jean-Baptiste Viry (fils de M. Viry-Paxion) |                    | Commerçant à Gérardmer                                                                                                   |
| 1852       | 1871           | Joseph Marion                               |                    | Notaire Maire de Gérardmer (1860-1871)                                                                                   |
| 1871       | 1874           | Prosper Martz                               |                    | Magistrat |
| 1874       | 1893 (décès)   | Albert Ferry                                | GR UR              | Avocat Sous-préfet de Mirecourt (1870) Maire de Saint-Dié (1880-1888) Député (1881-1893) Sénateur (mars à décembre 1893) |
| 1894       | 1906 (décès)   | Maximilien Kelsch                           | Républicain modéré | Industriel Maire de Gérardmer (1896-1899 et 1900-1906) Député (1898-1902)                                                |
| 1906       | 1919           | Henri Schmidt                               | Rad.               | Pharmacien Député (1906-1919)                                                                                            |
| 1919       | 1924 (décès)   | Maurice Briffaut                            | Rad.               | Médecin Maire de Gérardmer (1912-1923)                                                                                   |
| 1924       | 1934           | Paul Lalevée (1871-1944)                    | Rad.               | Taillandier à Gérardmer, conseiller d'arrondissement                                                                     |
| 1934       | 1940           | Pierre Durand                               | URD                | Médecin Adjoint au Maire de Gérardmer (1935-1945)                                                                        |
|            |                |                                             |                    | |
| 1943       | 1945           | Paul Boucher (1884-1973)                    |                    | Industriel (papetier) au Kertoff Maire de Gérardmer (1935-1945) Nommé conseiller départemental en 1943                   |
|            |                |                                             |                    | |
| 1945       | 1967           | Camille Méline (1899-1980)                  | DVD                | Vétérinaire Maire de Gérardmer (1959-1965)                                                                               |
| 1967       | 1979           | Robert Houot (1914-2001)                    | UDR puis RPR       | Gérant de sociétés à Gérardmer                                                                                           |
| 1979       | 1985           | Claude Boulay (1930-2017)                   | PCF                | Employé textile, puis cadre Maire de Gérardmer (1989-1997)                                                               |
| 1985       | 1998           | André Bonne                                 | RPR                | Gérant de sociétés Adjoint au Maire de Gérardmer (1977-1989)                                                             |
| 1998       | 2015           | Gilbert Poirot                              | PS, DVG puis PG    | Chef d'entreprise Premier adjoint au maire de Gérardmer (1989-2014)                                                      |

### Élus depuis 2015
| Période élective | Période élective | Mandat | Mandat   | Identité            | Nuance | Nuance | Qualité |
| ---------------- | ---------------- | ------ | -------- | ------------------- | ------ | ------ | --- |
| 2015             | 2021             | 2015   | 2016     | Éliane Ferry        |        | DVD    | Présidente de Clévacances, Gérardmer                                                                         |
| 2015             | 2021             | 2015   | 2016     | Guy Martinache      |        | DVD    | Maire de Granges-sur-Vologne Conseiller général pour le canton de Corcieux (1988-2015) Infirmier libéral     |
| 2015             | 2021             | 2016   | 2021     | Gilbert Poirot      |        | FG     | Élu lors d'élections partielles Chef d'entreprise retraité Premier adjoint au maire de Gérardmer (1989-2014) |
| 2015             | 2021             | 2016   | 2021     | Jacqueline Valentin |        | DVG    | Élue lors d'élections partielles Agricultrice-apicultrice à Plainfaing                                       |
| 2021             | 2028             | 2021   | en cours | Thomas Gion         |        | DVD    | Chef d’entreprise à Gérardmer                                                                                |
| 2021             | 2028             | 2021   | en cours | Élisabeth Klipfel   |        | DVD    | Maire de Champdray Infirmière                                                                                |

### Résultats détaillés

#### Élections de 2015
Au premier tour des élections départementales de 2015, deux binômes sont en ballotage : Gilles Laurent et Valérie Ritter (FN, 29,2 %) et Éliane Ferry et Guy Martinache (DVD, 27,0 %), pour un taux de participation de 51,8 % des inscrits contre 52,7 % au niveau départemental et 50,2 % au niveau national. Au second tour, le ticket Ferry-Martinache (DVD) est élu avec 63,8 % des voix exprimées et un taux de participation de 51,8 %.

#### Élections partielles de 2016
Les élections départementales de 2015 dans le canton sont annulées par le tribunal administratif de Nancy, qui rejette les comptes de campagne du binôme divers droite. Des élections partielles sont par conséquent organisées les 2 et 9 octobre 2016. Au second tour, Gilbert Poirot et Jacqueline Valentin (DVG) sont élus avec 52,2 % des suffrages exprimés face à Franck Lemaire et Élisabeth Klipfel (DVD).

#### Élections de 2021
Le premier tour des élections départementales de 2021 — marqué par un très faible taux de participation (33,3 % au niveau national, 33,1 % au niveau départemental, et 30,7 % dans le canton) — place en ballotage deux binômes : celui de Thomas Gion et Élisabeth Klipfel (DVD, 31,3 %) et celui des sortants, Gilbert Poirot et Jacqueline Valentin (DVG, 28,3 %). Au second tour, le binôme Gion-Klipfel (DVD) l’emporte sur le binôme DVG sortant, avec 55,1 % des suffrages exprimés, là encore avec un faible taux de participation (32,5 % dans le canton).

## Composition

### Avant 2015

Situation du canton de Gérardmer dans l'arrondissement de Saint-Dié-des-Vosges avant 2015.

| Nom                   | Code Insee | Codepostal | Superficie (km2) | Population (dernière pop. légale) | Densité (hab./km2) |
| --------------------- | ---------- | ---------- | ---------------- | --------------------------------- | ------------------ |
| Gérardmer (chef-lieu) | 88196      | 88400      | 54,78            | 8 423 (2012)                      | 154                |
| Liézey                | 88269      | 88400      | 13,27            | 279 (2012)                        | 21                 |
| Xonrupt-Longemer      | 88531      | 88400      | 30,71            | 1 568 (2012)                      | 51                 |

### Depuis 2015
Lors du redécoupage de 2014, le canton de Gérardmer comprenait dix-sept communes entières.
À la suite de la création de la commune nouvelle de Granges-Aumontzey au 1er janvier 2016, par regroupement entre Granges-sur-Vologne et Aumontzey, le canton comprend désormais seize communes entières.
| Nom                               | Code Insee | Intercommunalité           | Superficie (km2) | Population (dernière pop. légale) | Densité (hab./km2) | Modifier                                    |
| --------------------------------- | ---------- | -------------------------- | ---------------- | --------------------------------- | ------------------ | ------------------------------------------- |
| Gérardmer (bureau centralisateur) | 88196      | CC Gérardmer Hautes Vosges | 54,78            | 7 685 (2022)                      | 140                | modifier les données · modifier les données |
| Anould                            | 88009      | CA de Saint-Dié-des-Vosges | 24,23            | 3 262 (2022)                      | 135                | modifier les données · modifier les données |
| Arrentès-de-Corcieux              | 88014      | CA de Saint-Dié-des-Vosges | 17,00            | 177 (2022)                        | 10                 | modifier les données · modifier les données |
| Ban-sur-Meurthe-Clefcy            | 88106      | CA de Saint-Dié-des-Vosges | 45,04            | 961 (2022)                        | 21                 | modifier les données · modifier les données |
| Barbey-Seroux                     | 88035      | CA de Saint-Dié-des-Vosges | 7,32             | 144 (2022)                        | 20                 | modifier les données · modifier les données |
| La Chapelle-devant-Bruyères       | 88089      | CA de Saint-Dié-des-Vosges | 20,23            | 549 (2022)                        | 27                 | modifier les données · modifier les données |
| Corcieux                          | 88115      | CA de Saint-Dié-des-Vosges | 17,40            | 1 490 (2022)                      | 86                 | modifier les données · modifier les données |
| Fraize                            | 88181      | CA de Saint-Dié-des-Vosges | 15,59            | 2 849 (2022)                      | 183                | modifier les données · modifier les données |
| Gerbépal                          | 88198      | CA de Saint-Dié-des-Vosges | 19,18            | 537 (2022)                        | 28                 | modifier les données · modifier les données |
| Granges-Aumontzey                 | 88218      | CC Gérardmer Hautes Vosges | 33,01            | 2 560 (2022)                      | 78                 | modifier les données · modifier les données |
| La Houssière                      | 88244      | CA de Saint-Dié-des-Vosges | 19,54            | 509 (2022)                        | 26                 | modifier les données · modifier les données |
| Liézey                            | 88269      | CC Gérardmer Hautes Vosges | 13,27            | 301 (2022)                        | 23                 | modifier les données · modifier les données |
| Plainfaing                        | 88349      | CA de Saint-Dié-des-Vosges | 38,56            | 1 592 (2022)                      | 41                 | modifier les données · modifier les données |
| Le Valtin                         | 88492      | CC Gérardmer Hautes Vosges | 19,64            | 74 (2022)                         | 3,8                | modifier les données · modifier les données |
| Vienville                         | 88505      | CA de Saint-Dié-des-Vosges | 3,38             | 120 (2022)                        | 36                 | modifier les données · modifier les données |
| Xonrupt-Longemer                  | 88531      | CC Gérardmer Hautes Vosges | 30,71            | 1 475 (2022)                      | 48                 | modifier les données · modifier les données |
| Canton de Gérardmer               | 8807       |                            | 378,88           | 24 285 (2022)                     | 64                 | modifier les données                        |

## Démographie

### Avant 2015
| 1962   | 1968   | 1975   | 1982   | 1990   | 1999   | 2006   | 2011   | 2012   |
| ------ | ------ | ------ | ------ | ------ | ------ | ------ | ------ | ------ |
| 10 162 | 10 570 | 10 741 | 10 684 | 10 664 | 10 654 | 10 625 | 10 399 | 10 270 |

### Depuis 2015
En 2022, le canton comptait 24 285 habitants, en évolution de −4,32 % par rapport à 2016 (Vosges : −2,96 %, France hors Mayotte : +2,11 %).
| 2013   | 2018   | 2022   |
| ------ | ------ | ------ |
| 25 972 | 24 829 | 24 285 |